# Зіґмунт Качковський
Зіґмунт Качковський (пол. Zygmunt Kaczkowski; *2 травня 1825, Кам'янка Волоська (нині неіснуюче село на території Жовківського району Львівської області України) — †7 вересня 1896, Париж) — відомий польський прозаїк, публіцист і поет, діяч національно визвольного руху XIX століття.

## Біографія
Представник шляхетського роду герба Помян. Народився в сім'ї керівника маєтком графа Фредро.
Відвідував лекції з філософії та філології в університетах Львова, потім Відня і Лейпцига.
Захопився революційними ідеями і в 1845 разом з батьком взяв участь у Краківському повстанні. Після його поразки схоплений і доставлений селянами австрійській владі, поміщений у в'язницю на два роки. У червні 1847 засуджений до смертної кари. Від смерті його врятувала революція 1848 в Угорщині. Події 1848 призвели до його звільнення, але перебування у в'язниці і, особливо, «Галицька різанина», сильно вплинули на політичні погляди Качковського — він вийшов з неї консерватором.
У 1855 виїхав до Парижа, але через три роки повернувся в Галичину до Львова.
У своїх історичних повістях Качковський живими фарбами малював веселе, безтурботне, шалене і розгульне життя галицьких дворян в кінці XVII і початку XVIII століть, коли бенкети, весілля, з'їзди, судові процеси, поєдинки, чвари, часто вирішуються справжніми битвами, і, нарешті, міжусобна війна між різними політичними партіями були головним заняттям дворянського стану. У 1850-х його романи користувалися величезною популярністю. Але демократичні ідеї все більше і більше знаходили собі прихильників серед поляків, наділення селян землею змінило умови життя дворян — і Качковський швидко перейшов в розряд тих знаменитостей, яких всі знають, але яких ніхто більше не читає.
У 1861 у Львові він почав видавати газету «Голос» (пол. «Głos»), на сторінках якої надрукував промову Агатона Ґіллера «Послання до всіх співвітчизників на польських землях», за що був звинувачений владою Австро-Угорщини в державному злочині, його видання було закрито, а сам він потрапив у в'язницю. У жовтні 1861 Качковський був засуджений до семи років суворого тюремного ув'язнення, але вже в грудні 1862 помилуваний указом імператора Франца Йосипа I. Брав участь в Січневому польському повстанні 1863.
У листопаді того ж року була перехоплена зашифрована урядова депеша зі Львова до Відня, зі змісту якої стало зрозуміло, що Зіґмунт Качковський є таємним агентом австрійської влади. 21 січня 1864 відбувся таємний громадський суд, який засудив його до позбавлення дворянської честі і вигнання, проте Національний уряд, який керував повстанням — рішення суду не затвердив. Незабаром Качковський відправився в Париж і там зробив дипломатичну кар'єру, зайнявся фінансовими операціями, на які придбав чималий спадок. Був нагороджений орденом Почесного легіону. Тільки в останні роки життя він знову повернувся до літератури, але без особливого успіху.
У 1920 на підставі архівних матеріалів було встановлено, що Качковський дійсно був таємним платним австрійським агентом, що продовжував займатися своєю діяльністю не тільки в Галичині і Відні, а й у Франції.

## Творчість
На початку творчого шляху писав патріотичні вірші (в тому числі у в'язниці). Потім опублікував позитивно відмічені критиками розповіді і романи на історичні і моральні теми.
Зібрання творів Качковського, до якого увійшли далеко не всі його романи, було видано у Варшаві в 1874-1875.

## Вибрані твори
- «Bitwa o chorążankę»
- «Kasztelanice Lubaczewscy»
- «Pierwsza wyprawa pana Marcina»
- «Gniazdo Nieczujów»
- «Swaty na Rusi»
- «Murdelio»
- «Mąż szalony»
- «Grób Nieczui»
- «Olbrachtowi rycerze»
- «Starosta Hołobucki»
- «Wasi ojcowie»
- «Bracia ślubni»
- «Anuncjata»
- Moj pamiętnik z lat 1833—1843 (1899).